# Katastrofa lotnicza w Machaczkale
Katastrofa lotnicza w Machaczkale – wydarzyła się 15 stycznia 2009. W jej wyniku doszło do zderzenia dwóch samolotów Ił-76MD na lotnisku w Machaczkale, co doprowadziło do śmierci 4 osób.

## Przebieg katastrofy
Wieczorem 15 stycznia 2009 z Bazy lotniczej Czkałowskij w Szczołkowie odleciały 4 samoloty należące do 675 pułku specjalnego lotnictwa Wojsk Wewnętrznych. Maszyny wiozły personel wojskowy i sprzęt do Machaczkały w Dagestanie. Pierwszy samolot wykonał pomyślnie zadanie. Drugi w kolejności samolot (nr rej. RA-76825) po wylądowaniu i rozładowaniu zaczął kołować do pasa startowego, gdzie miał czekać, aż wyląduje trzeci Iljuszyn (nr rej.RA-76827). Kołujący Ił-76 wyjechał poza linię kończącą drogę kołowania, o czym nie poinformował kontroli lotów. Po wylądowaniu Iljuszyn (nr rej. RA-76827) zjechał z osi pasa i zawadził skrzydłem o kokpit RA-76825. W wyniku uderzenia doszło do pożaru i śmierci 4 załogantów:
- ppłk Maksim Dubankow – dowódca
- Władimir Kniaziewicz – inżynier pokładowy
- Aleksandr Alochin – radiooperator
- Anatolij Tupicyn – technik pokładowy

Dwóch pozostałych przy życiu załogantów zostało przetransportowanych do szpitala w Kaspijsku. Na pokładzie drugiego samolotu nikt nie ucierpiał.

## Następstwa
Lotnisko zostało zamknięte na potrzeby dochodzenia i do czasu uprzątnięcia wraków samolotów.
Straty materialne wyceniono na 158,7 mln rubli.
Ił-76MD (nr rej. RA-76827) został naprawiony i powrócił do służby 15 grudnia 2010.